# Lista de bibliotecas e museus presidenciais dos Estados Unidos
A rede de Bibliotecas e Museus Presidenciais dos Estados Unidos é um sistema de bibliotecas e museus presidenciais administrados pelos Arquivos Nacionais e Administração de Documentos (NARA) e que constituem repositórios de preservação e estudo da memória e do legado da maioria dos presidentes dos Estados Unidos desde Herbert Hoover, o trigésimo primeiro presidente que governou o país de 1929 a 1933. Estas instituições servem como repositórios de preservação e disponibilização de documentos, registros, coleções e outros materiais e dados históricos que permitem uma maior compreensão dos mandatos presidenciais ao longo da história do país. As bibliotecas presidenciais são sediadas em edifícios históricos de grande relevância situados em localidades de base eleitoral ou nos estados de origem dos respectivos ex-presidentes.
Apesar de sua relevância histórica, documentações e arquivos relacionados ao mandato de um presidente norte-americano são considerados documentos confidenciais e de propriedade privada daquele presidente. Entretanto, na década de 1940, Franklin Delano Roosevelt propôs deixar toda a documentação relativa ao seu mandato presidencial como propriedade de estudo e pesquisa e iniciou os esforços para o estabelecimento de um centro de memória de sua presidência em Hyde Park, sua cidade natal no estado de Nova Iorque. Em 1941, a Biblioteca e Museu Presidencial Franklin D. Roosevelt foi dedicada como a primeira biblioteca presidencial administrada pelo NARA. Desde então, uma série de leis foram formuladas visando permitir a preservação do material histórico dos presidentes em suas respectivas bibliotecas.

## Lista de bibliotecas presidenciais
| Instituição                                                            | Instituição                                                            | Instituição                                           | Localização               | Inauguração   | Órgão administrador                            | Presidente | Presidente            |
| ---------------------------------------------------------------------- | ---------------------------------------------------------------------- | ----------------------------------------------------- | ------------------------- | ------------- | ---------------------------------------------- | ---------- | --------------------- |
| Stone Library                                                          | Stone Library                                                          | Stone Library                                         | Quincy, Massachusetts     | 1870          | Serviço Nacional de Parques                    | 2          | John Adams            |
| Stone Library                                                          | Stone Library                                                          | Stone Library                                         | Quincy, Massachusetts     | 1870          | Serviço Nacional de Parques                    | 6          | John Quincy Adams     |
| Biblioteca e Museu Presidencial William McKinley                       | Biblioteca e Museu Presidencial William McKinley                       | Biblioteca e Museu Presidencial William McKinley      | Canton, Ohio              | 1907          | Stark Historical Society                       | 25         | William McKinley      |
| Centro Presidencial Rutherford B. Hayes                                | Centro Presidencial Rutherford B. Hayes                                | Centro Presidencial Rutherford B. Hayes               | Fremont, Ohio             | 1916          | Ohio History Connection                        | 19         | Rutherford B. Hayes   |
|                                                                        | Biblioteca e Museu Presidencial Franklin D. Roosevelt                  | Biblioteca e Museu Presidencial Franklin D. Roosevelt | Hyde Park, Nova Iorque    | 1941          | NARA                                           | 32         | Franklin D. Roosevelt |
| Biblioteca Houghton                                                    | Biblioteca Houghton                                                    | Biblioteca Houghton                                   | Cambridge, Massachusetts  | 1943          | Universidade Harvard                           | 26         | Theodore Roosevelt    |
|                                                                        | Biblioteca e Museu Presidencial Harry S. Truman                        | Biblioteca e Museu Presidencial Harry S. Truman       | Independence, Missouri    | 1957          | NARA                                           | 33         | Harry S. Truman       |
|                                                                        | Biblioteca e Museu Presidencial Dwight D. Eisenhower                   | Biblioteca e Museu Presidencial Dwight D. Eisenhower  | Abilene, Kansas           | 1962          | NARA                                           | 34         | Dwight D. Eisenhower  |
|                                                                        | Biblioteca e Museu Presidencial Herbert Hoover                         | Biblioteca Presidencial Herbert Hoover                | West Branch, Iowa         | 1962          | NARA                                           | 31         | Herbert Hoover        |
| Museu e Biblioteca Memorial James Monroe                               | Museu e Biblioteca Memorial James Monroe                               | Museu e Biblioteca Memorial James Monroe              | Fredericksburg, Virgínia  | 1966          | Universidade de Mary Washington                | 5          | James Monroe          |
|                                                                        | Biblioteca e Museu Presidencial Lyndon Baines Johnson                  | Biblioteca e Museu Presidencial Lyndon Baines Johnson | Austin, Texas             | 1971          | NARA                                           | 36         | Lyndon B. Johnson     |
| Biblioteca Seeley G. Mudd                                              | Biblioteca Seeley G. Mudd                                              | Biblioteca Seeley G. Mudd                             | Princeton, Nova Jérsei    | 1976          | Universidade de Princeton                      | 22         | Grover Cleveland      |
|                                                                        | Biblioteca e Museu Presidencial John F. Kennedy                        | Biblioteca e Museu Presidencial John F. Kennedy       | Boston, Massachusetts     | 1979          | NARA                                           | 35         | John F. Kennedy       |
|                                                                        | Museu Presidencial Gerald R. Ford                                      | Museu Presidencial Gerald R. Ford                     | Grand Rapids, Michigan    | 1981          | NARA                                           | 38         | Gerald Ford           |
|                                                                        | Biblioteca Presidencial Gerald R. Ford                                 | Biblioteca Presidencial Gerald R. Ford                | Ann Arbor, Michigan       | 1981          | NARA                                           | 38         | Gerald Ford           |
|                                                                        | Biblioteca e Museu Presidencial Jimmy Carter                           | Biblioteca e Museu Presidencial Jimmy Carter          | Atlanta, Geórgia          | 1986          | NARA                                           | 39         | Jimmy Carter          |
|                                                                        | Biblioteca e Museu Presidencial Richard Nixon                          | Biblioteca e Museu Presidencial Richard Nixon         | Yorba Linda, Califórnia   | 1990          | NARA                                           | 37         | Richard Nixon         |
| Biblioteca Presidencial Woodrow Wilson                                 | Biblioteca Presidencial Woodrow Wilson                                 | Biblioteca Presidencial Woodrow Wilson                | Staunton, Virgínia        | 1990          | Woodrow Wilson Presidential Library Foundation | 28         | Woodrow Wilson        |
|                                                                        | Biblioteca e Museu Presidencial Ronald Reagan                          | Biblioteca e Museu Presidencial Ronald Reagan         | Simi Valley, Califórnia   | 1991          | NARA                                           | 40         | Ronald Reagan         |
| Centro Internacional Robert H. Smith para Estudos de Jefferson         | Centro Internacional Robert H. Smith para Estudos de Jefferson         | Monticello                                            | Charlottesville, Virgínia | 1994          | Thomas Jefferson Foundation                    | 3          | Thomas Jefferson      |
|                                                                        | Biblioteca e Museu Presidencial George H. W. Bush                      | Biblioteca e Museu Presidencial George H. W. Bush     | College Station, Texas    | 1997          | NARA                                           | 41         | George H. W. Bush     |
|                                                                        | Centro e Parque Presidencial William J. Clinton                        | Centro e Parque Presidencial William J. Clinton       | Little Rock, Arkansas     | 2004          | NARA                                           | 42         | Bill Clinton          |
| Biblioteca e Museu Presidencial Abraham Lincoln                        | Biblioteca e Museu Presidencial Abraham Lincoln                        | Biblioteca e Museu Presidencial Abraham Lincoln       | Springfield, Illinois     | 2004          | Estado do Illinois                             | 16         | Abraham Lincoln       |
| Arquivo Madison na Biblioteca Shannon                                  | Arquivo Madison na Biblioteca Shannon                                  | Biblioteca Shannon                                    | Charlottesville, Virgínia | 2010          | Universidade da Virgínia                       | 4          | James Madison         |
|                                                                        | Centro Presidencial George W. Bush                                     | Centro Presidencial George W. Bush                    | Dallas, Texas             | 2013          | NARA                                           | 43         | George W. Bush        |
| Biblioteca Nacional Fred W. Smith para Estudos sobre George Washington | Biblioteca Nacional Fred W. Smith para Estudos sobre George Washington |                                                       | Mount Vernon, Virgínia    | 2013          | Mount Vernon Ladies' Association               | 1          | George Washington     |
| Centro Presidencial Barack Obama                                       | Centro Presidencial Barack Obama                                       | Centro Presidencial Barack Obama                      | Chicago, Illinois         | Em construção | Fundação Obama Universidade de Chicago         | 44         | Barack Obama          |